# 友好城市

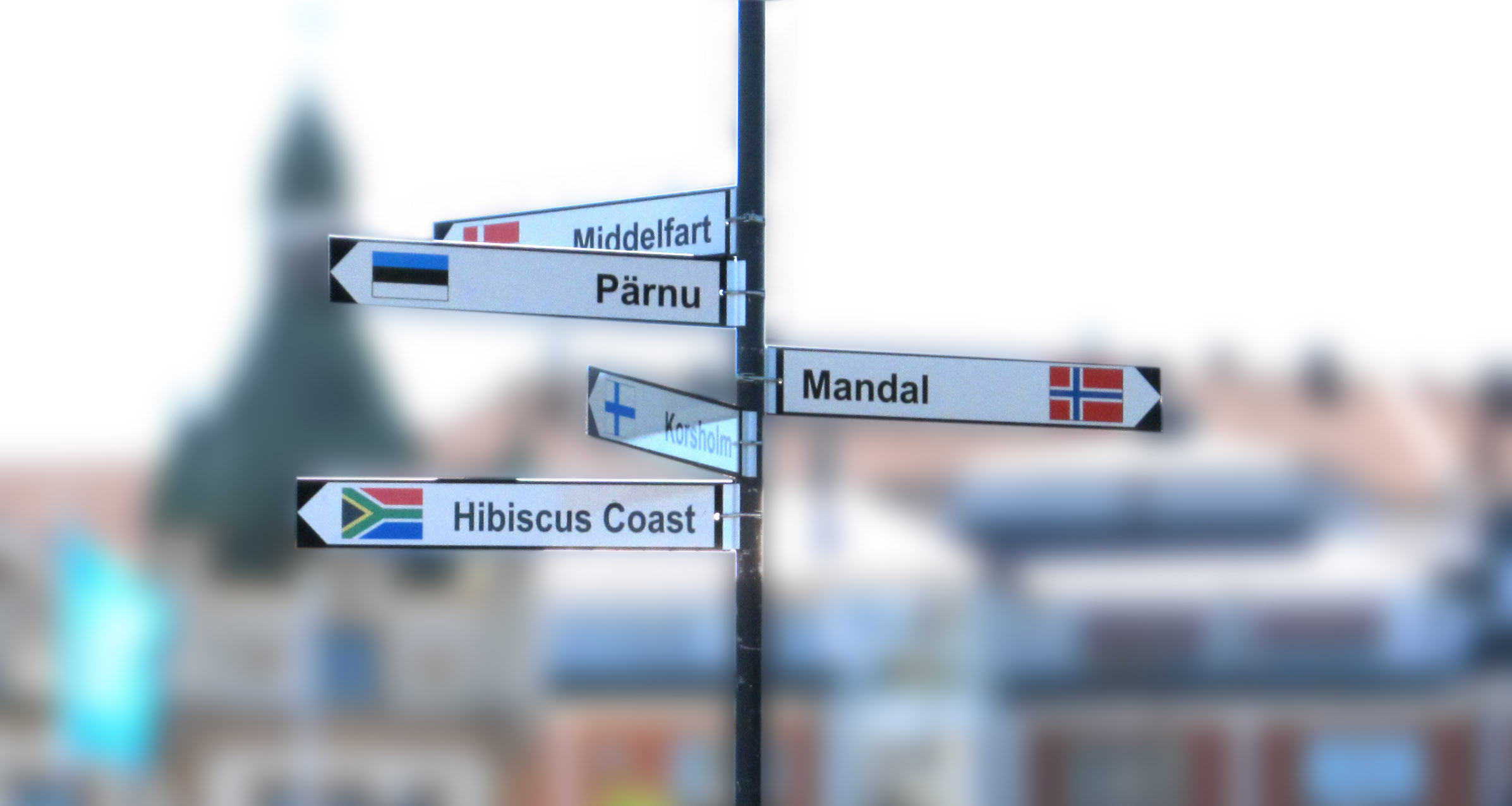
瑞典奧斯卡港標誌著各個友好城市方位的路標

友好城市或姊妹城市（英語：twin towns, sister cities）是指將兩個在地域和政治上截然不同的城镇或城市，通過社會協議形式配對起來，以期促進居民在文化和商業交流的目的。友好城市通常有類似的規模或是其他特徵，但也並非所有的例子都是如此，有時還有更大的區域進行這種配對。
追溯到9世紀時期，雖然有類似的兩個城市之間友好聯繫的早期例子。但是，現代的友好城市概念是於二戰期間，才首次在世界範圍內建立和採用。友好城市的概念跟普通人之間的筆友關係有所相似之處，不過卻是整個城市或城鎮的規模。事實上，姊妹城市之間時常會互相提供交換學生，以及在經濟和文化上促進交流或合作。

## 欧洲

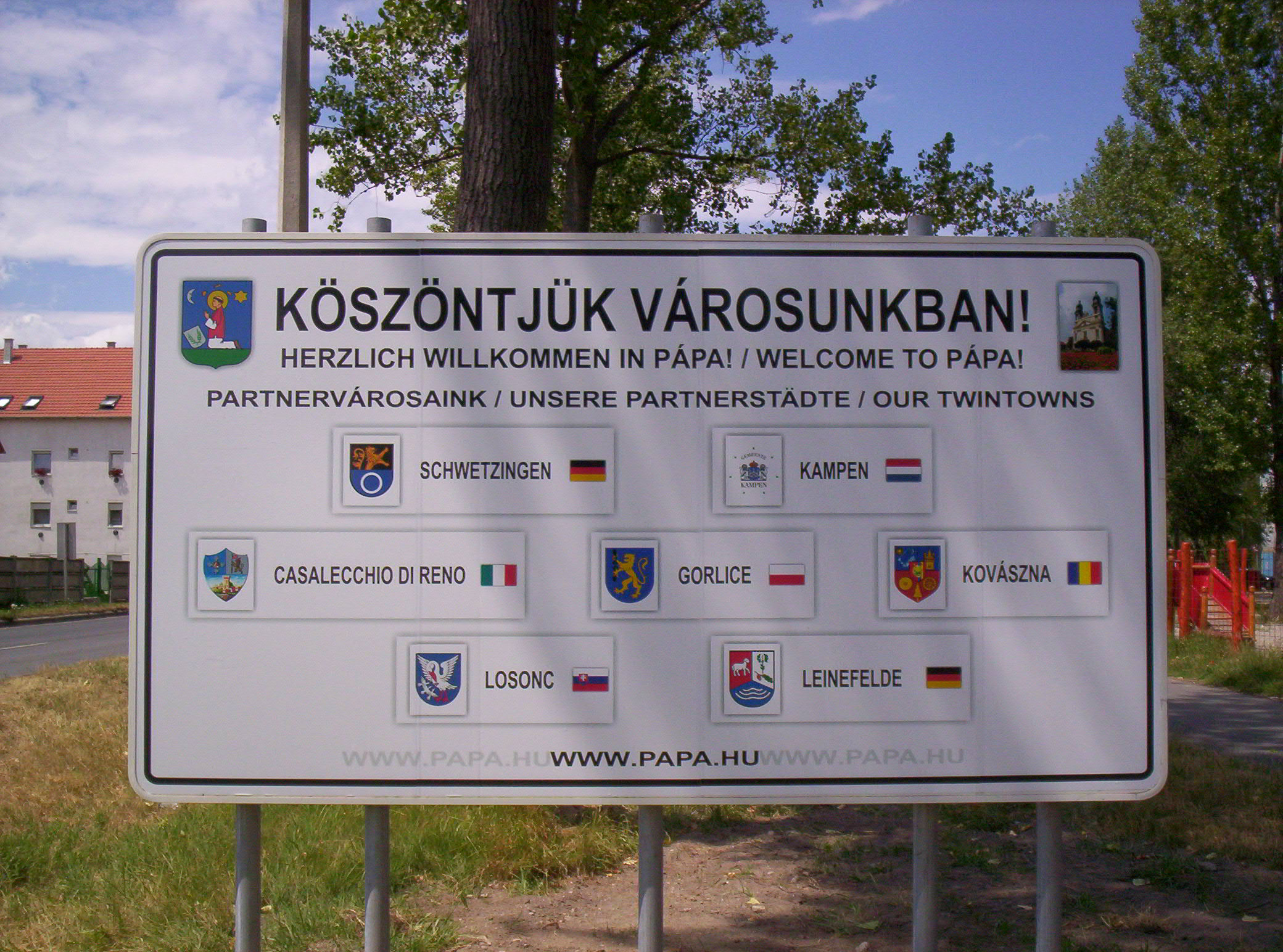
顯示友好城市的路標，匈牙利帕波

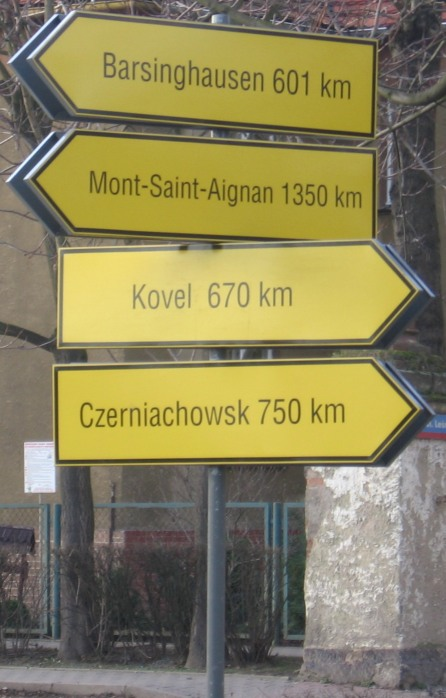
顯示友好城市的路標，波蘭下布熱格

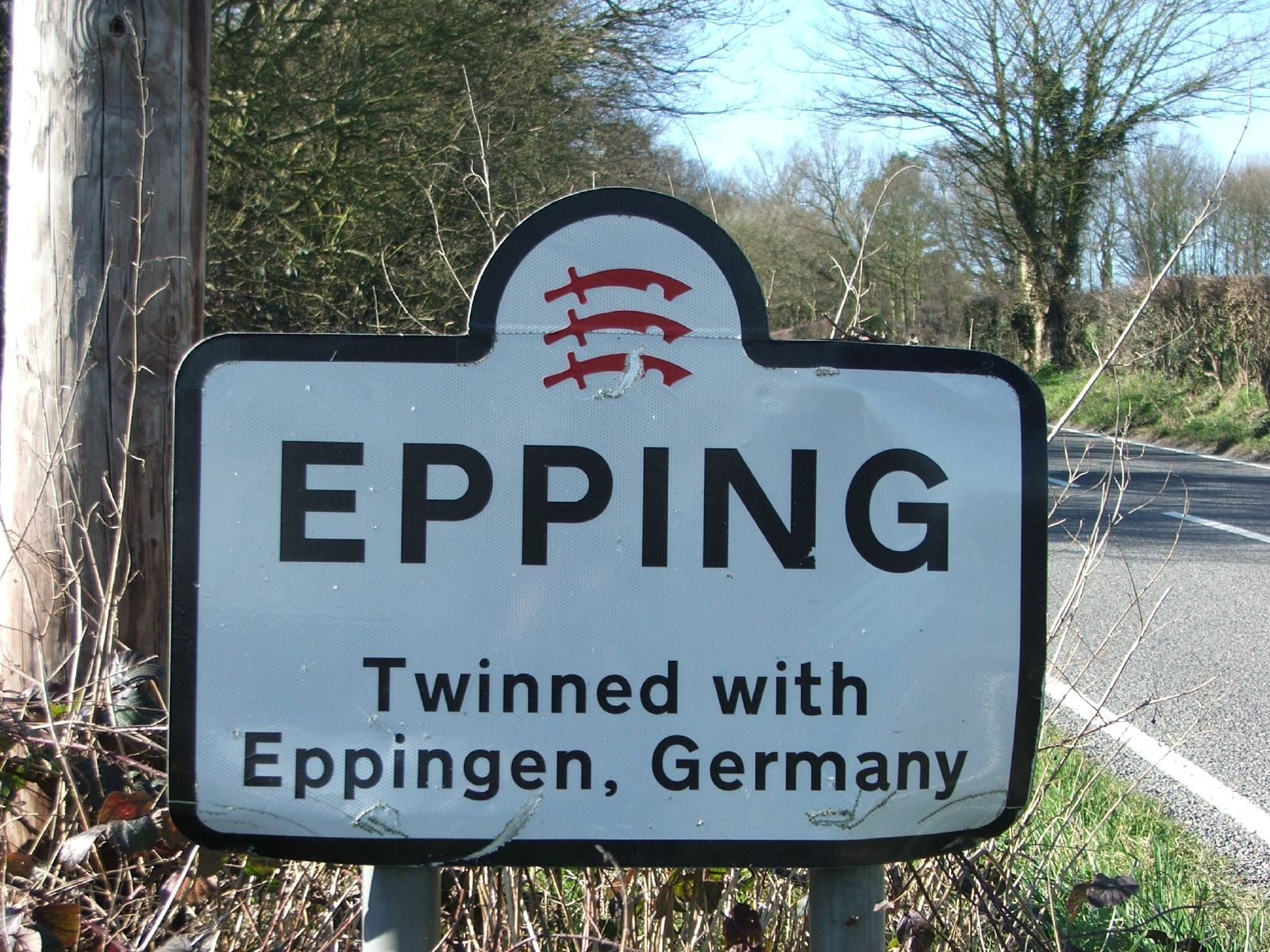
英國埃平的一個路標顯示它的友好城市—德國巴登-符騰堡州的埃平根

姊妹城鎮是歐洲在第二次世界大戰之後發展出來的，希望能藉此加強歐洲人民的互相了解，並鼓勵跨國界的各種計劃或活動。雖然這個作法目前在歐洲仍然比其他地方流行，這個概念已經擴散到世界各地，而組成了許多有趣的配對。
在歐洲，姊妹城市方案得到欧盟的支持。歐盟在1989年就開始了支持姊妹城市的方案。在2003年，歐盟就編列了約1,200萬欧元的預算，分給1,300個姊妹城市計劃。
歐盟的《姊妹城市計劃》和《國際姊妹市計劃》是不同的兩個計劃。

## 北美
美洲的“姊妹城市”计划始于1956年，由前美国总统德怀特·艾森豪威尔发起。它本來算是美国城市联盟的一部分，但從1967年開始，就成為一個獨立的組織：国际姊妹城市（SCI）。國際姊妹城市是一個非營利的外交網路，可建立並強化美國和國際社群之間的夥伴關係，並希望能藉由增加城市等級的國際合作，可以推廣文化的互相理解並促進經濟發展。SCI所领导的运动，以推动本地社区的发展和志愿者活动为目的，通过激励和加强民间、官方和商业领袖之间的长期接触，实现双赢。

## 民间用法
有时，人们口中的“姊妹城市”（Sister cities）不是指两个地理上相近的城市，而是两个有着相似文化和/或历史背景的城市，如美国德州的加爾維斯敦和路易斯安那州的新奥尔良。这两个城市历史上均为墨西哥湾沿岸的重要南部港口。其他例子还有南卡罗莱纳州的查尔斯顿和马萨诸塞州的波士顿。